# Motorová jednotka 861
Motorová jednotka řady 861 ZSSK je motorové vozidlo, jehož krajní podvozky jsou hnací a Jakobsovy podvozky mezi články běžné. Výrobcem je ŽOS Vrútky. V letech 2011–2019 bylo vyrobeno 39 tříčlánkových jednotek řady 861, na které v letech 2019–2021 navázalo 14 dvoučlánkových jednotek řady 861.1.

## Galerie
- Motorová jednotka 861.020 ZSSK přijíždí do železniční stanice v Humenném

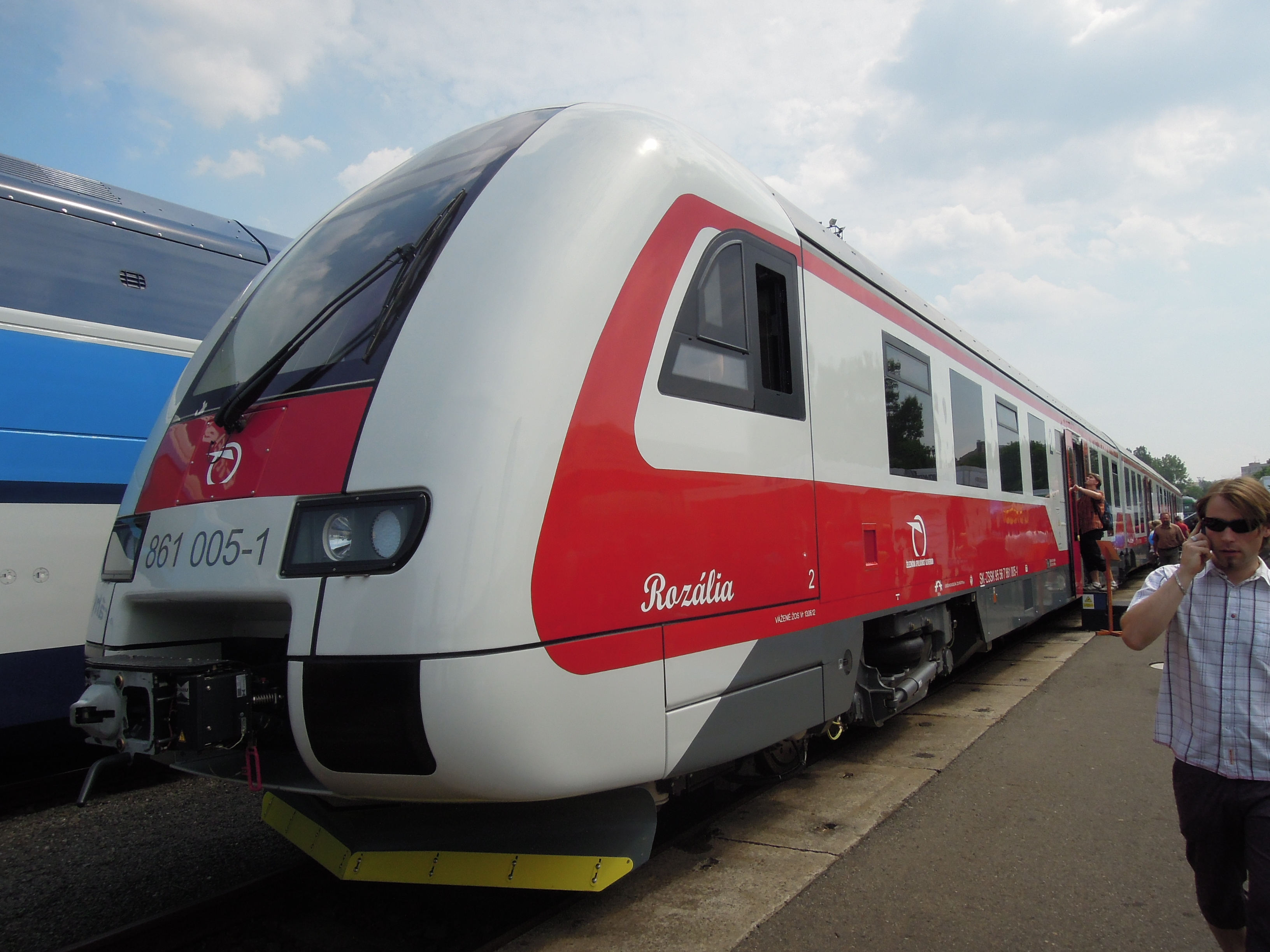
Motorová jednotka řady 861 na veletrhu Czech Raildays 2012
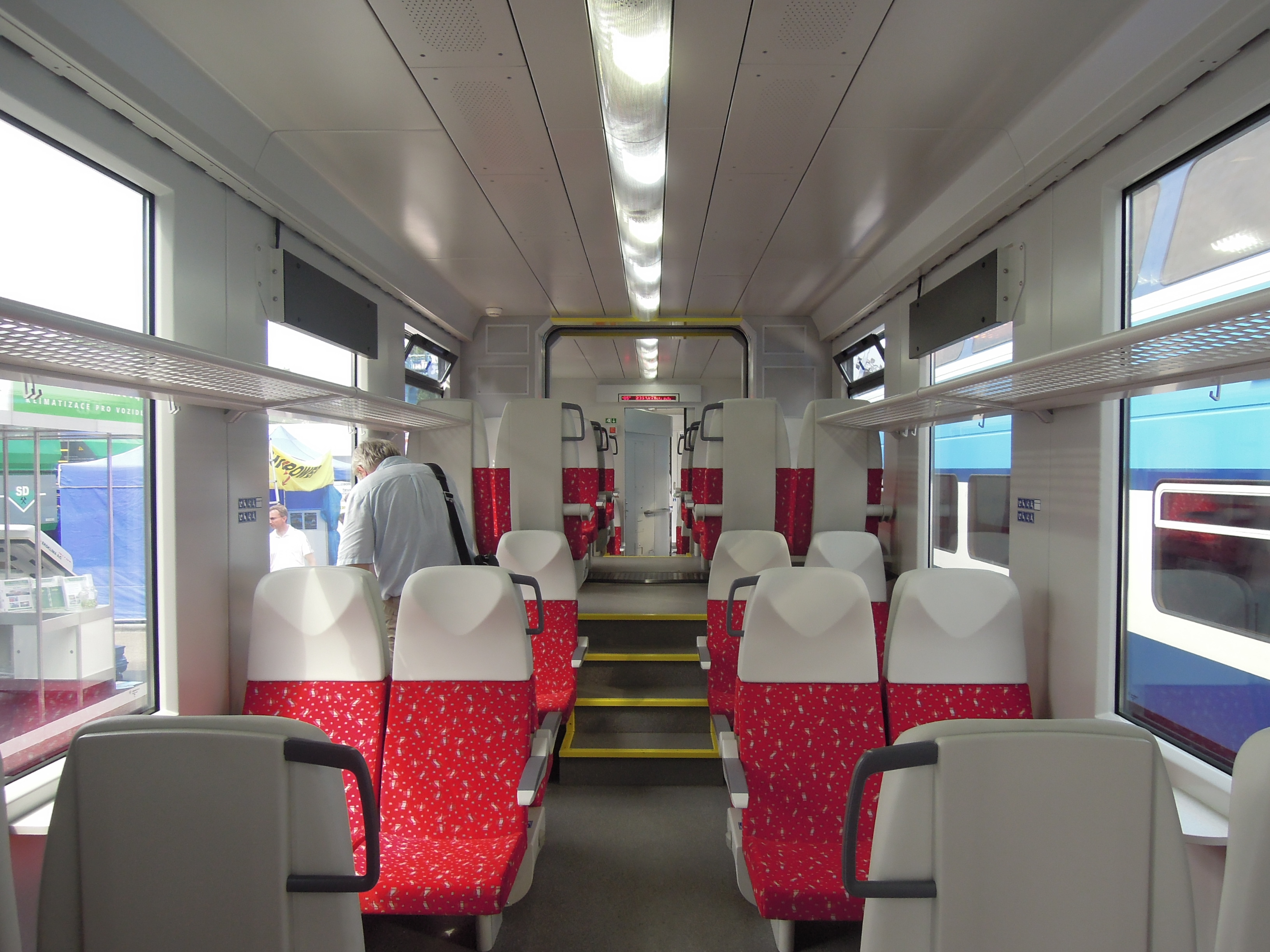
Interiér jednotky 861
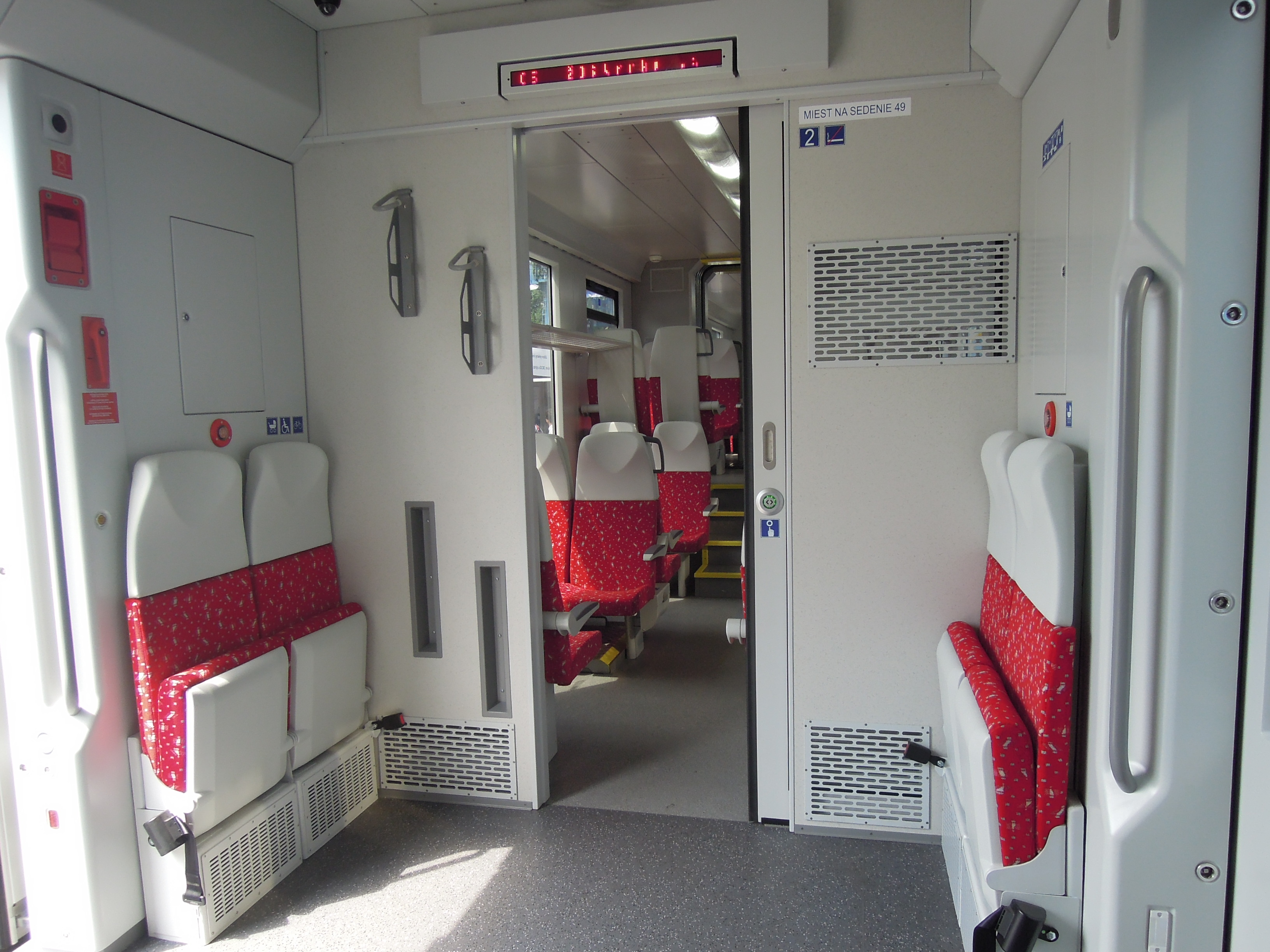
Interiér jednotky 861